# Patricia Horcajada
Patricia Horcajada Cortés es una farmacéutica e investigadora española especializada en ciencia de materiales. En 2024, fue reconocida con el Premio Ada Byron.

## Trayectoria
En 2001, se licenció en Farmacia y, en 2005, se doctoró en la Universidad Complutense de Madrid con una tesis sobre el área de biomateriales para reemplazamiento óseo. A continuación, pasó a formar parte del Institut Lavoisier de Versailles, en Francia, de 2005 a 2007 como investigadora postdoctoral y, a partir de ese año, como funcionaria del Centro Nacional para la Investigación Científica(CNRS).
De 2011 a 2014, formó parte del programa de excelencia científica del CNRS. En 2016, se convirtió en directora de la Unidad de Materiales Porosos Avanzados de la Fundación IMDEA Energía en Móstoles. En su trayectoria investigadora ha sido pionera en la aplicación de las estructuras tipo MOF en la liberación de fármacos, desintoxicación oral o la agricultura.

## Reconocimientos
En 2016, fue reconocida con el Premio de Investigación Miguel Catalán para investigadores menores de 40 años de la Comunidad de Madrid. Al año siguiente, recibió una beca Leonardo. En 2020, recibió el premio Jóvenes Investigadores Líderes de Grupo de la Real Sociedad Española de Química. En el curso 2020-2021 la Universidad Stanford y Elsevier la incluyó en el 2%-top de investigadores más relevantes del mundo. En 2021, obtuvo la beca de la International Association of Advanced Materials.
En 2022, la Fundación Real Academia de Ciencias la reconoció con el premio Joven Talento Femenino, junto a María del Mar González Nogueras, María Mittelbrunn y Ariadna Calcines Rosario. Al año siguiente, fue nombrada “Doctora de Alcalá” en la categoría de Investigadora Joven en Ciencias Experimentales de los Premios a la excelencia investigadora de la Universidad de Alcalá. En 2024, fue reconocida con el Premio Ada Byron de la Universidad de Deusto en la categoría senior.